# Кадомцев, Михаил Самуилович

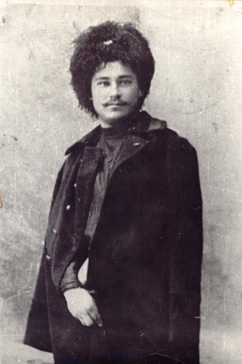
Кадомцев М. С.

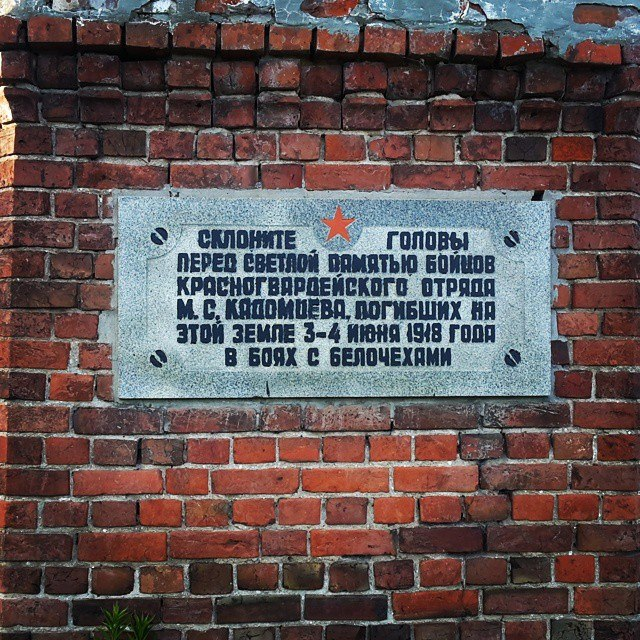
Мемориальная доска отряду Кадомцева М. С. в городе Новокуйбышевске

Михаил Самуилович Кадомцев (1886 — 4 июня 1918) — участник революционного движения в России.

## Биография

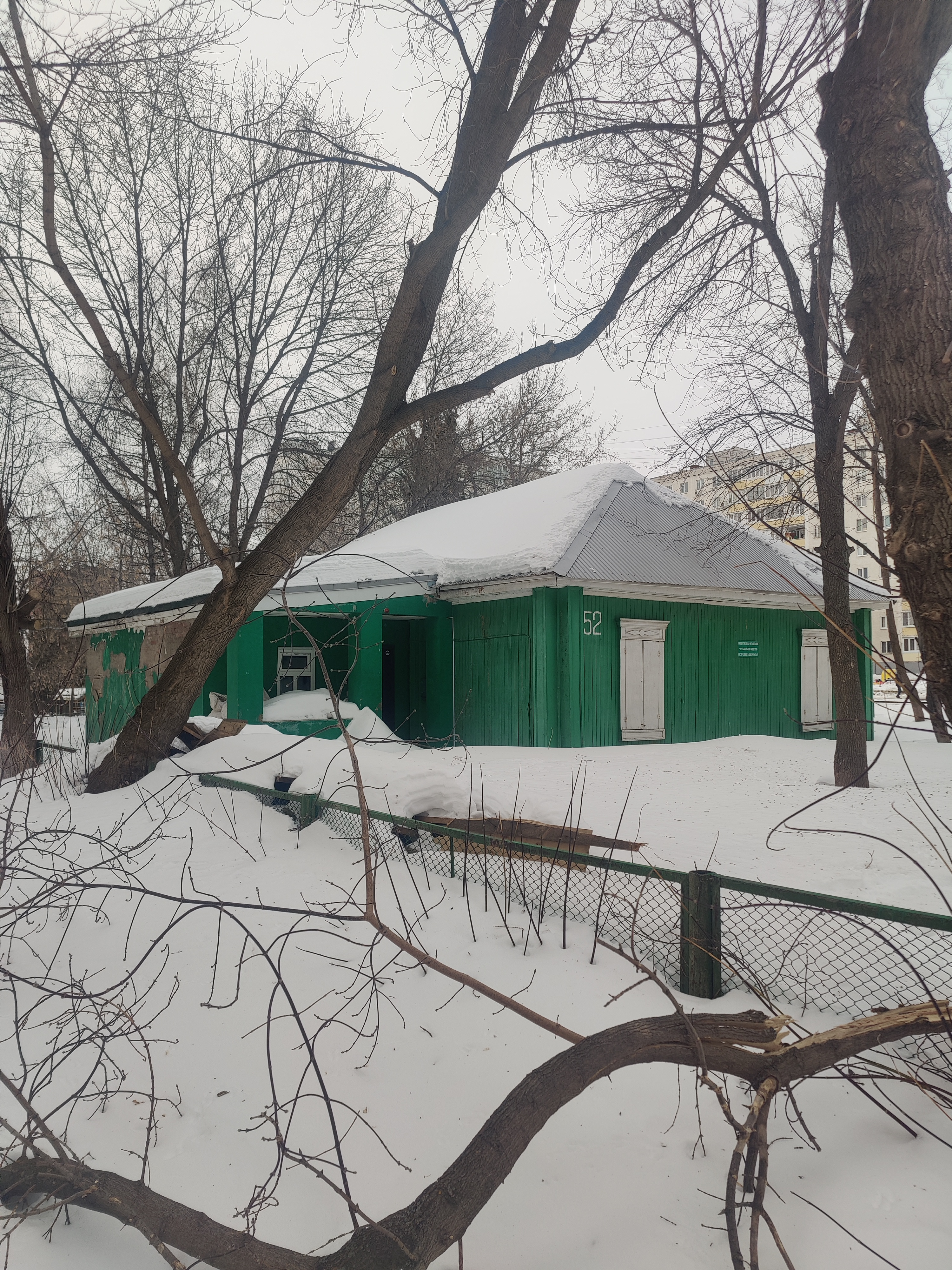
Дом семьи Кадомцевых в Уфе

Член РСДРП с 1905 года, вел революционную работу, участвовал в подготовке боевых дружин, был руководителем многих операций уфимских боевиков. Военно-окружным судом приговорен к вечной каторге, на которой провел 11 лет. После Февральской революции 1917 года освобожден, возвратился в Уфу, участвовал в Гражданской войне, в разгроме казачьих частей атамана А. И. Дутова. Возглавлял оборону Самары. Погиб в бою под Липягами (ныне Новокуйбышевск) с войсками белочехов.
Одна из улиц Уфы названа именем братьев Кадомцевых. В честь М. С. Кадомцева названа одна из улиц Новокуйбышевска.